# Banja (Plovdiv)
Banja (Bulgaars: Баня) is een stad in de Bulgaarse gemeente Karlovo, oblast Plovdiv. De stad ligt hemelsbreed 45 km ten noorden van Plovdiv en 124 km ten oosten van Sofia. 

## Bevolking
Op 31 december 2020 telde de stad Banja 3.093 inwoners. Het aantal inwoners vertoont al vele jaren een dalende trend: in 1992 had de stad nog 4.102 inwoners.
|  |

In de stad wonen vooral etnische Bulgaren. In de optionele volkstelling van 2011 identificeerden 2.560 van de 3.208 ondervraagden zichzelf als etnische Bulgaren, oftewel 92,3%. De overige inwoners identificeerden zichzelf vooral als etnische Roma (626 inwoners, oftewel 19,5%).
| Etnische samenstelling van de respondenten (2011) | Etnische samenstelling van de respondenten (2011) | Etnische samenstelling van de respondenten (2011) | Etnische samenstelling van de respondenten (2011) | Etnische samenstelling van de respondenten (2011) |
| ------------------------------------------------- | ------------------------------------------------- | ------------------------------------------------- | ------------------------------------------------- | ------------------------------------------------- |
|                                                   |                                                   |                                                   |                                                   |                                                   |
| Bulgaren                                          | Bulgaren                                          |                                                   | 79,8%                                             | 79,8%                                             |
| Turken                                            | Turken                                            |                                                   | 0,2%                                              | 0,2%                                              |
| Roma                                              | Roma                                              |                                                   | 19,5%                                             | 19,5%                                             |
| Anders/Onbekend                                   | Anders/Onbekend                                   |                                                   | 0,5%                                              | 0,5%                                              |

## Afbeeldingen

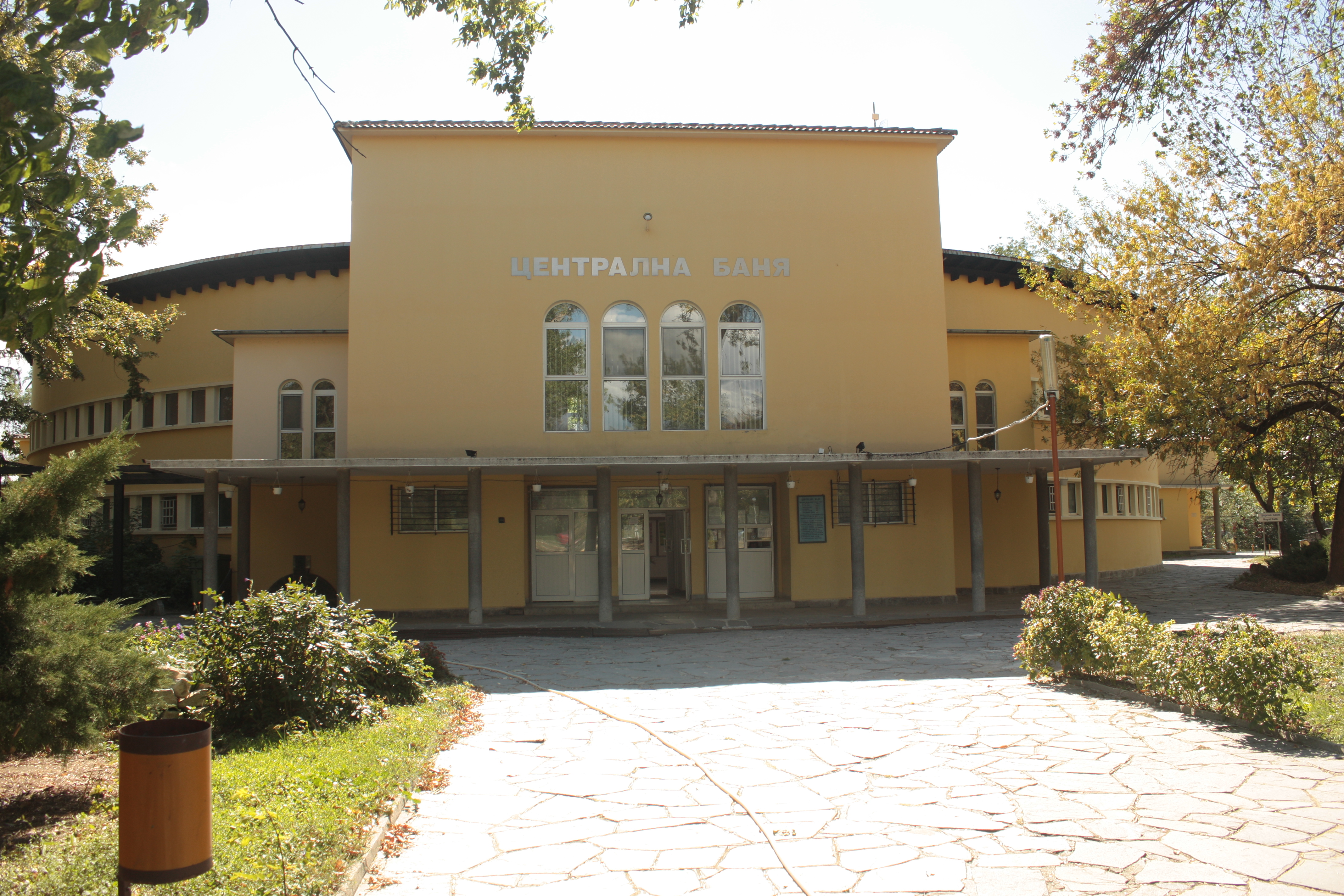
De badplaats
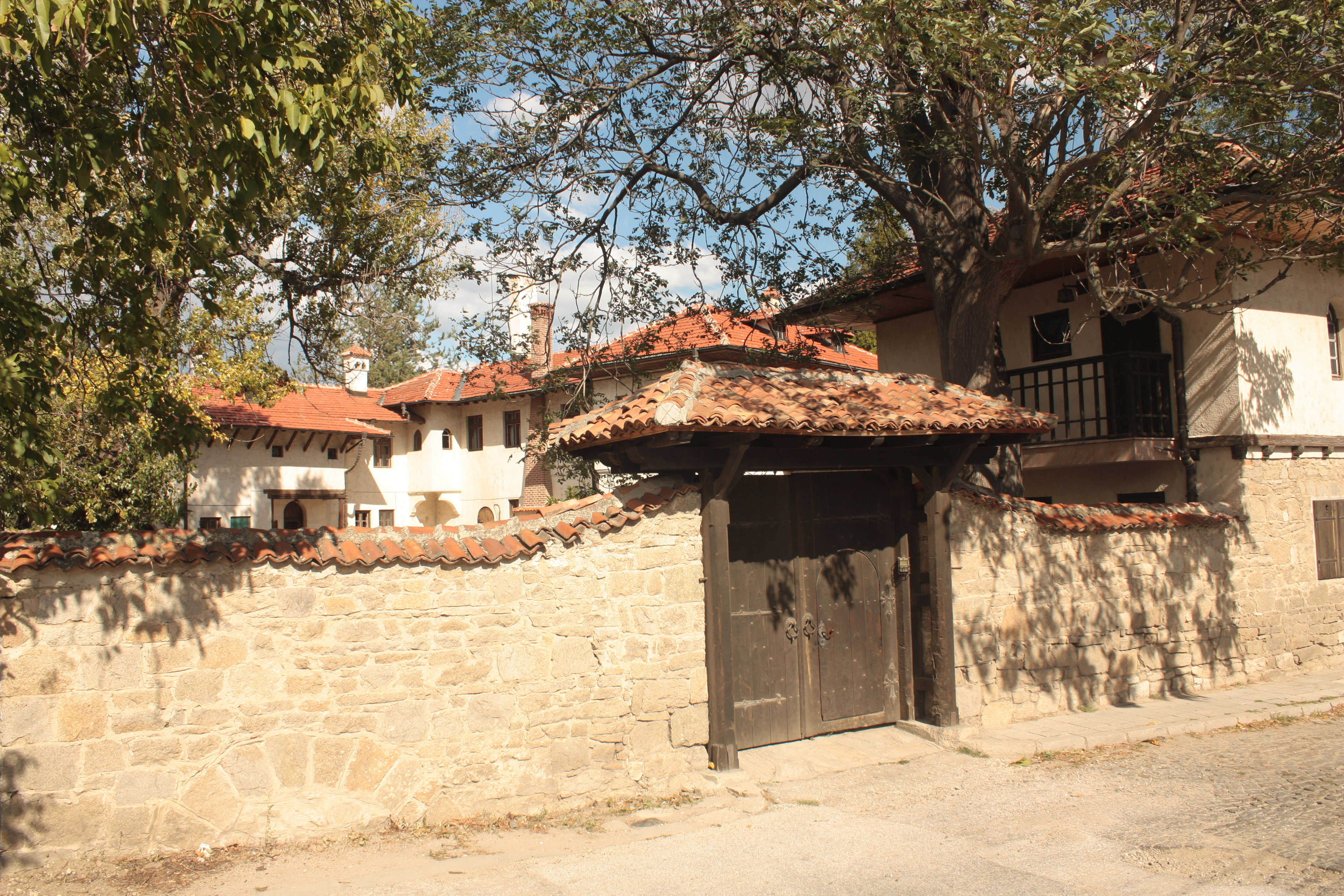
De kerk
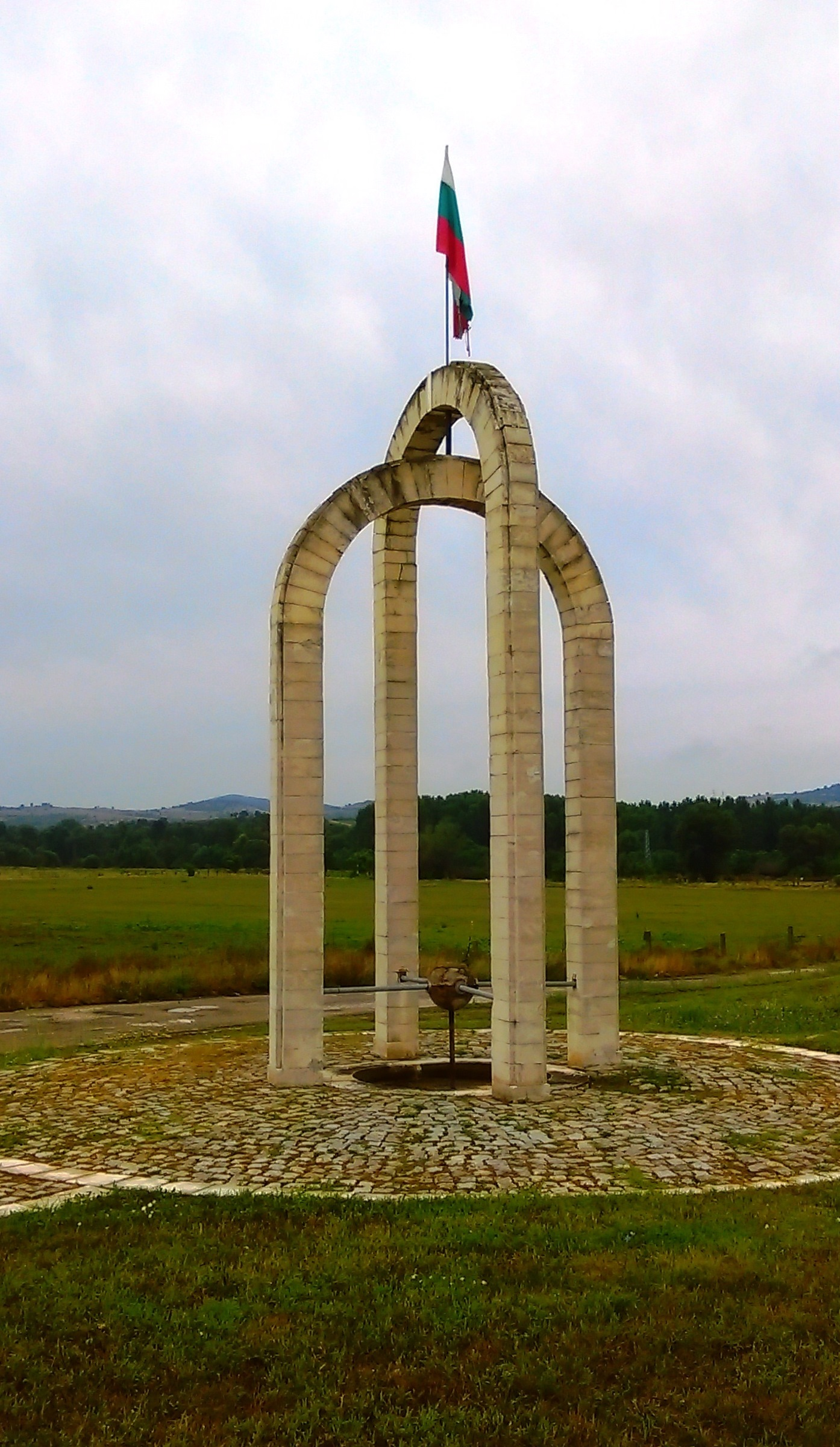
Gedenkteken

Banja · Begoentsi · Bogdan · Christo Danovo · Dabene · Domljan · Gorni Domljan · Iganovo · Kalofer · Karavelovo · Karlovo · Karnare · Kliment · Klisoera · Koertovo · Marino Pole · Moskovets · Mratsjenik · Pevtsite · Prolom · Rozino · Slatina · Sokolitsa · Stoletovo · Vasil Levski · Vedrare · Vojnjagovo